# Ammobates atrorufus
Ammobates atrorufus är en biart som först beskrevs av Warncke 1983.  Ammobates atrorufus ingår i släktet Ammobates och familjen långtungebin. Inga underarter finns listade i Catalogue of Life.